# 荒川区立第一中学校
荒川区立第一中学校（あらかわくりつ だいいちちゅうがっこう）は、東京都荒川区荒川一丁目に所在する区立中学校。

## 教育目標

### 教育目標
文化と平和を愛し、民主的な良い社会人としての資質を育成する。
- 豊かな心で、たくましく生きる人
- 自ら進んで学び、知性を高める人
- 互いに尊敬しあい、礼儀正しい人
- 身体をきたえ、困難に打ち勝つ人

### 校訓
学び合う学校　支え合う合校　認めあう楽校

### 生徒の行動目標
気づき・考え・行動する

## 生徒数
第一中学校には第1学年、第2学年、第3学年と特別支援学級（6組）が設置されている。
データは令和7年4月17日時点。6組は1年～3年の合計人数を記載。
|      | 第1学年 | 第2学年 | 第3学年 | 6組 | 合計 |
| ---- | ------- | ------- | ------- | --- | ---- |
| 男子 | 40      | 50      | 61      | 17  | 168  |
| 女子 | 47      | 45      | 41      | 5   | 138  |
| 合計 | 87      | 95      | 107     | 22  | 306  |

## 通学区域
- 南千住1丁目（全域）
- 南千住6丁目（1～37番）
- 荒川1丁目（全域）
- 荒川2丁目（1～3・5・7・9～20・22～30・34～41・48～57番）
- 荒川3丁目（6・11・12・20・21番）
- 荒川7丁目（1～4・7～9番）
- 荒川8丁目（1～25・32・33番）
- 東日暮里1丁目（1～25・31～35番）
- 東日暮里2丁目（1・2・17～24・39～44番）
- 東日暮里3丁目（1・4番）

同じ通学区域を持つ荒川区立小学校は瑞光小学校、第六瑞光小学校、第二峡田小学校、第三峡田小学校。